# Evangelische Kirche (Kirn-Sulzbach)

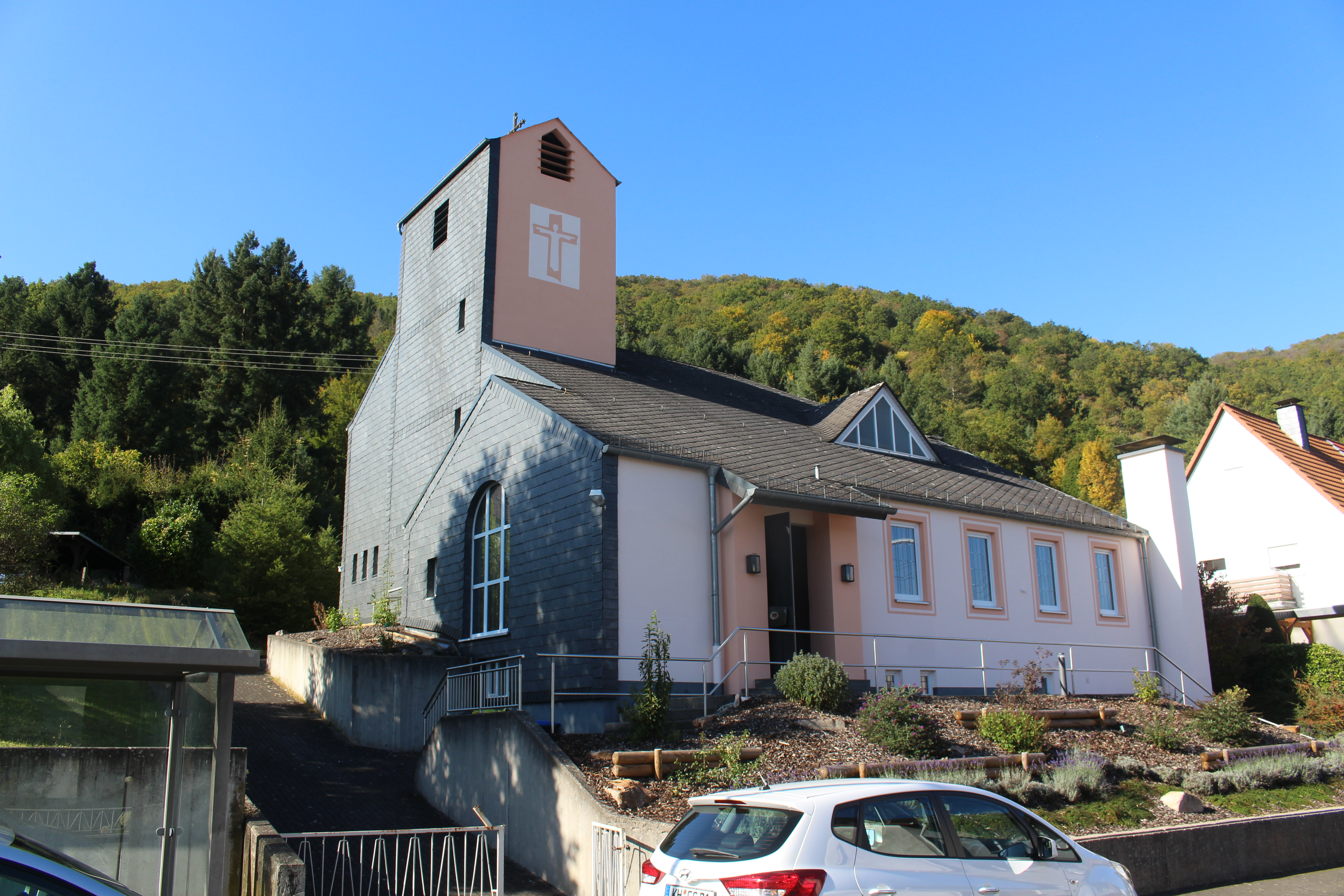
Die evangelische Kirche in Kirn-Sulzbach.

Die Evangelische Kirche Kirn-Sulzbach befindet sich in Kirn-Sulzbach, einem Stadtteil von Kirn im Landkreis Bad Kreuznach, Rheinland-Pfalz. Die Kirche gehört zu den Kulturdenkmälern in Kirn. Die Kirchengemeinde gehört zum Kirchenkreis Obere Nahe der Evangelischen Kirche im Rheinland (EKiR).

## Geschichte
Im Jahr 1515 fiel das Dorf Kirnsulzbach an die Wild- und Rheingrafen und war die nächsten 300 Jahre über das Amt Kyrburg mit Kirn verbunden. Im Zuge der Reformation wurde das Gebiet zum Großteil evangelisch. Im Jahr 1750 wurde der Einfluss der katholischen Linie Salm-Kyrburg vorherrschend.
Für das Jahr 1537 ist erstmals eine Kapelle belegt, die mitten im Dorf gegenüber dem Bürgerhaus auf dem Grundstück Filzer/Kloos in der Kirner Straße stand und neben der sich bis 1840 auch der Friedhof befand. Bis zum Jahr 1808 wurde die Kirche von der evangelischen und der katholischen Gemeinde des Ortes als Simultankirche genutzt. Sie wurde später protestantischer Alleinbesitz, als im Jahr 1772 der katholische Fürst Johann Dominik zu Salm-Kyrburg eine katholische Kirche in Kirnsulzbach erbauen ließ.
Die alte Kapelle war inzwischen so baufällig, dass die etwa 65 evangelischen Einwohner unter den 200 Einwohnern Kirnsulzbachs die Kosten für eine Instandsetzung nicht aufbringen konnten. Daher ordnete die Regierung im Jahr 1845 die Schließung der Kapelle und einen Verkauf auf Abriss an. In der Folgezeit wurden Gottesdienste in der zweiten Konfessionsschule abgehalten; zeitweise durften die evangelischen Christen auch in der katholischen Kirche einen Abendmahlsgottesdienst abhalten.
Ab 1817 gehörte Kirn-Sulzbach als Teil des Fürstentums Birkenfeld zum Großherzogtum Oldenburg. Seitdem die Oldenburgische Kirchenbehörde Fischbach zur eigenen Pfarrei mit den Filialgemeinden Kirnsulzbach und Georg-Weierbach (heute Stadtteil der Stadt Idar-Oberstein) erklärte, ist die evangelische Kirchengemeinde Sulzbach pfarramtlich mit Fischbach verbunden. Trotzdem bestand unter den Protestanten in Sulzbach der Wunsch nach Errichtung eines eigenen Gotteshauses für die Abhaltung von Gottesdiensten, die seit dem Abriss der alten Kapelle ohne jegliches Glockengeläut stattfanden. Dies veranlasste den Kirchenvorstand zur Errichtung eines Glockenträgers auf einem privaten Grundstück in der Bergstraße.
Als Kirchenrat Karl Zeller feststellte, dass sich der Bau eines eigenen evangelischen Gotteshauses nicht mehr aufschieben ließ, sah sich der Kirchenvorstand am 11. September 1927 zu einem entsprechenden Beschluss veranlasst. Gemäß einem Beschluss von Juni 1930 konnte der damalige Bürgermeister und Kirchmeister Friedrich Dröscher nach langen Verhandlungen ein passendes Grundstück erwerben. Im Dezember 1930 folgte die Baugenehmigung; zu Beginn des Jahres 1931 stand ein Drittel der erforderlichen Bausumme zur Verfügung.
Im März 1931 folgte der erste Spatenstich für die Bauarbeiten unter dem Bauunternehmer Peter Keden aus Oberstein (heute Stadtteil der Stadt Idar-Oberstein). Sie wurden von den Gemeindemitgliedern unterstützt, die beispielsweise das Sockelmauerwerk in Eigenleistung erstellten, wobei Steine eines stillgelegten Gebäudes im Steinbruch zum Einsatz kamen. Das Richtfest fand am 21. Juni 1931 statt. Kurz danach mussten die Bauarbeiten wegen einer Finanzkrise eingestellt werden, konnten aber schon im September durch eine großzügige Finanzhilfe der Birkenfelder Landeskirche und des Gustav-Adolf-Werkes der Evangelischen Kirche im Rheinland fortgesetzt werden.
Am 20. Dezember 1931 wurde die Kirche unter großer Beteiligung der Gemeinde eingeweiht. Am Nachmittag fand wegen des großen öffentlichen Interesses eine zweite kirchliche Feier sowie anschließend eine Gemeindefeier im Saal Collet statt. Die Baukosten, die anfangs mit 28.500 RM veranschlagt waren, beliefen sich am Ende auf 32.000 RM.
In den nächsten Jahren wurde das Außengelände mit einer Bruchsteinmauer abgegrenzt und zwei Treppenaufgänge als Zugang angelegt. Zudem wurde das Außengelände mit einer Bepflanzung versehen.
Im Jahr 1970 wurde nach zwei Jahren Bauzeit das Gemeindehaus als Anbau an die Kirche fertiggestellt. Zeitgleich wurde die ursprüngliche Kapelle gründlich saniert. An der Wand im Kirchenraum befindet sich ein Gedenkstein, der aus zwei einander in Stil und Form angepassten Teilen besteht, und erinnert an die Geschichte der evangelischen Kirche.

## Ausstattung
Die neugebaute Kirche wurde mit Altar, Kanzel, einem Taufstein, einem Harmonium und einem Kachelofen ausgestattet. Die Bänke boten Platz für 160 Gottesdienstbesucher.
Im Kirchturm hing zunächst eine Glocke, die später um eine zweite Glocke – einem Geschenk der evangelischen Kirchengemeinde Fischbach – ergänzt wurde.
Die Altarbibel wurde durch Hermine Schneider und die Familie Albert gestiftet.